# Nicolas-Marie Leclerc de Sept-Chênes
 (juillet 2023).
Pour les articles homonymes, voir Leclerc.
Nicolas Marie Leclerc de Sept-Chênes est un écrivain français, né le 13 août 1751 à Paris, paroisse Saint Eustache, mort à Genève le 22 mai 1788.

## Biographie
Né le 13 août 1751 à Paris, il est le fils d’Amand Leclerc de Sept-chênes et de Jules Thérèse Le Doyen. En 1771, son père lui cède sa charge de secrétaire de la Chambre et du Cabinet du Roi ; il obtiendra plusieurs congés pour effectuer des voyages : en 1775, il séjourne 6 mois en Angleterre, en 1781, il voyage en pays de Liège et en 1782, 6 mois en Italie
En 1777, il traduit le premier volume de l’Histoire de la décadence et de la chute de l'Empire romain de Gibbon. Cette traduction a quelquefois été attribuée à tort à Louis XVI en raison de la proximité de Sept-Chênes avec le roi en sa qualité de secrétaire du roi, et du goût de Louis XVI pour la langue anglaise.
En 1778, il épouse Marie Catherine de La Ponce, fille du Commissaire des Guerres Mathieu Pierre de La Ponce et Marie Anne Fonts de Pontchardon. Le couple n’a pas d’enfant ; son épouse est en vie en 1783 dans une souscription de rente, elle décède probablement à la fin de cette année. 
En 1784, il a une liaison avec Louise Françoise Proust Desormeaux, qui sera par la suite l’épouse du physicien français Charles-Augustin Coulomb, dont nait une fille Alexandrine Louise Nicole. En 1785, il est condamné à verser une rente à la mère pour l’entretien de son enfant. Cette fille n'a sans doute pas de descendance, elle ne figure pas dans le testament de sa mère en 1845. 
Probablement atteint de tuberculose, il rédige un testament le 18 avril 1788 à Paris, où figure une dotation pour sa fille. Il entame alors un dernier voyage et meurt à Genève.
Dans son inventaire après décès figure un descriptif peu détaillé de sa bibliothèque qui comprend 2458 volumes.

## Œuvres
- Traduction du premier volume in-4° de l’Histoire de la décadence et de la chute de l'Empire romain de Gibbon en 3 volumes in-8°, Paris, 1777 (les autres volumes ont été traduits par André-Samuel-Michel Cantwell) - Ouvrage utilisé sans le nommer par GUIZOT dans une édition de 1812 : Le Figaro du 19/2/1857 - Œuvre rééditée en 1837 avec une notice par J.-A.-G. Buchon. — Paris, A. Desrez, 1837, 2 vol. in-8. (Collection du Panthéon littéraire. — C'est la traduction de Septchénes. Demeunier, Boulard , Cantwel de Mokarky el Marigué, revue par Mme Guizot et remaniée par M. Buchon)
- Essai sur la religion des anciens Grecs, in-8°, Genève, 1787 [12]; publié anonymement
- Éloge de M. M..., in-8° de 8 pages, 1786 (M. M... cache l'identité du nouvelliste Louis Metra) - Réédition : Éloge de J.-A. Métra le nouvelliste, par Leclerc de Sept-Chênes : Charavay frères (Paris), 1879, In-16, 33 p[13].- Cette édition comporte une courte biographie de l'auteur en introduction.
- Œuvres complètes de Fréret. Édition augmentée de plusieurs ouvrages inédits et rédigée par feu M. de Septchênes -  Chronologie des Chinois. T. IV  -  Auteurs : Leclerc de Sept-Chênes, Fréret, Nicolas (1688-1749) - Éditeur : Dandré (Paris), 1796 , In-12, 358p[14] - Il n'a pas achevé cette édition à son décès, bien qu'elle ait été publiée sous son nom huit ans après sa mort